# Krvavý Bangkok
Krvavý Bangkok (v oriignále Skin Trade) je americký akční thriller z roku 2014, který režíroval Ekachai Uekrongtham. Ve filmu hrají Dolph Lundgren a Tony Jaa, dále Michael Jai White a Ron Perlman. Lundgren film napsal spolu s Gabrielem Dowrickem a Stevenem Elderem, zatímco John Hyams provedl dodatečné úpravy scénáře.
Vývoj filmu začal v roce 2007 poté, co si Lundgren přečetl zprávu o skupině dívek, které byly pašovány do Spojených států z Mexika. Dívky byly ponechány ve vozidle na hranicích a všechny zemřely na úpal a udušení.
Film měl produkční rozpočet 9 milionů dolarů a natáčel se 50 dní v Kanadě a Thajsku. Film měl premiéru na American Film Market 7. listopadu 2014. Následovalo omezené uvedení do kin, které začalo 9. dubna 2015 ve Spojených arabských emirátech, poté v Thajsku (23. dubna), Malajsii (30. dubna) a Spojených státech (8. května). Film v celosvětovém tržbách vydělal 384 000 dolarů.

## Děj
Tony Vitayakul, policejní detektiv v Thajsku, zadrží skupinu obchodníků s lidmi pod záminkou "koupě" thajské dívky. Tony získá informace o lodi používané k přepravě unesených dívek a jejím cíli, kde se dozví, že Viktor Dragović, srbský mafián, tam bude čekat na zásilku.
Mezitím Nick Cassidy, detektiv v Newarku v New Jersey, zjistí, že Dragović je ve městě. Cassidy a jeho nadřízený kapitán Costello informují skupinu policistů o Dragovićovi a odhalí, že Dragović je klíčovou postavou v obchodování s lidmi po celém světě. Když se loď přepravující Dragovićův kontejner přiblíží k USA, Cassidy a jeho muži se připravují na její zadržení v přístavu. Když loď přistane, Dragović zjistí, že přepravované ženy zemřely během přepravy. Kapitán lodi je obviněn, mučen a zastřelen. Když policie zasáhne, vypukne přestřelka, při které Cassidy v sebeobraně smrtelně postřelí Dragovićova nejmladšího syna Andreho a Dragović je zatčen.
Z vazby Dragović zařídí útok na Cassidyho rodinu, při kterém jsou zabity Cassidyho manželka a dcera Sofia, ale Cassidy přežije. Costello a Reed, agenti FBI, navštíví Cassidyho v nemocnici a řeknou mu, že Dragović uprchl z USA. Poté, co odejdou, Cassidy ukradne oblečení a opiátový lék a opustí nemocnici. Cassidy si vezme své zbraně a jde do restaurace Dragovićova právníka. Poté, co donutí právníka, aby prozradil Dragovićovo místo pobytu, ho Cassidy zastřelí a vyhodí restauraci do povětří. V Kambodži senátor Khat varuje Dragoviće, že pokud okamžitě neopustí zemi, bude zatčen a vydán do USA. Dragović vydírá senátora, aby mu dal dva týdny na to, aby si urovnal své záležitosti a uprchl.
Cassidy odcestuje do Thajska, aby tam našel Dragoviće. Americké úřady, které věří, že Cassidy prodělal nervové zhroucení, poslaly Reeda, aby ho zadržel. Vitayakul a jeho partner Nung dostanou rozkaz pomoci s zatčením. Na letišti Suvarnabhumi Cassidy unikne. Reed, který byl podplacen Dragovićem, zabije Nunga a obviní Cassidyho z vraždy. Vitayakul pronásleduje Cassidyho ulicemi, ale nedokáže ho chytit. Cassidy dorazí do nočního klubu v Poipetu. Po mučení jednoho z Dragovićových mužů Cassidy zjistí, kde probíhají Dragovićovy současné operace. Vitayakul a Reed dorazí do nočního klubu, aby zatkli Cassidyho. Po boji s Vitayakulem zraněný Cassidy znovu unikne. Reed použije načasování hovoru na Vitayakulově mobilním telefonu k odhalení informátora: Vitayakulovy přítelkyně Min.
Zatímco Cassidy se snaží najít Dragovićova nemanželského syna Janka, který dohlíží na Dragovićův obchod s lidmi v jihovýchodní Asii, vypukne přestřelka mezi Cassidym a Jankovými muži. Janko uprchne ze skladu, ale je zabit svými nevlastními bratry Ivanem a Goranem Dragovićem. Vitayakul se dozví pravdu o smrti svého partnera a zabije Reeda. Janko před smrtí prozradí místo pobytu svého otce. Následující den Cassidy a Vitayakul spojí síly a zaútočí na Dragovićův komplex. Ivan drží Min jako rukojmí, ale Vitayakul ho zastřelí. Během přestřelky mezi dvěma detektivy a Dragovićovými muži je Goran zabit v boji s Vitayakulem. Poté Cassidy bojuje s Dragovićem a nakonec ho bodne do hrudi. Dragović řekne Cassidymu, že Sofia je naživu a byla prodána do obchodu s lidmi. Dragović umírá na svá zranění, zatímco Cassidy je zdrcen, že se nedozvěděl, kde je Sofia.
V závěru se Cassidy rozloučí s Vitayakulem a Min, kde jim dá fotografii Sofie a požádá je, aby si ji uchovali, dokud Sofii nenajde. Cassidy se vydává hledat Sofii sám.

## Obsazení
- Dolph Lundgren jako detektiv Nick Cassidy, newjerseyský policejní detektiv, který se snaží pomstít vraždu své rodiny
- Tony Jaa jako detektiv Tony Vitayakul, thajský policejní detektiv pověřený zatčením Cassidyho
- Michael Jai White jako agent Reed, zkorumpovaný agent FBI pracující pro Dragoviće
- Ron Perlman jako Viktor Dragović, srbský válečný zločinec a mafián řídící mezinárodní obchod s lidmi
- Mike Dopud jako Goran Dragović, Viktorův nejstarší syn, který dohlíží na otcovy operace na Středním východě
- David Westerman jako Ivan Dragović, Viktorův další syn, který dohlíží na otcovy operace v jihovýchodní Asii
- Leo Rano jako Janko Dragović, Viktorův nemanželský syn , který řídí řetězec nočních klubů v Thajsku
- Michael G. Selby jako Andre Dragović, Viktorův nejmladší syn
- Celina Jade jako Min, Tonyho přítelkyně
- Peter Weller jako kapitán Costello, kapitán Cassidyho policejního oddělení v Newarku
- Tasya Teles jako Rosa Cassidy, Nickova manželka
- Chloe Babcook jako Sofia Cassidy, Nickova dospívající dcera